# Would You (utwór muzyczny Iris)
Would You – utwór belgijskiej piosenkarki Laury „Iris” van den Bruel, wydany w formie singla w marcu 2012 i umieszczony na debiutanckim albumie studyjnym piosenkarki pt. Seventeen (2012). Piosenkę napisali Nina Sampermans, Jean Bosco Safari i Walter Mannaerts.
W marcu 2012 utwór wygrał finał krajowych eliminacji eurowizyjnych, w których zdobył 53% głosów telewidzów (do 47% dla piosenki „Safety Net”), dzięki czemu został propozycją reprezentującą Belgię w 56. Konkursie Piosenki Eurowizji organizowanym w Baku w 2012. 22 maja zajął przedostatnie, 17.  miejsce w półfinale, przez co nie awansował do finału.

## Lista utworów
CD single
1. „Would You” (Radio Edit) – 3:00
2. „Would You” (Instrumental) – 3:00

## Notowania na listach przebojów
| Kraj   | Lista (2012)              | Najwyższe miejsce |
| ------ | ------------------------- | ----------------- |
| Belgia | Singles Top 50 (Flandria) | 19                |